# Vlag van Tokelau

Sinds september 2009 de officiële vlag van Tokelau

De vlag van Tokelau bestaat uit een blauw veld met daarop een gestileerde weergave van een Tokelause kano met gehesen zeilen, met daarnaast de vier witte sterren uit het sterrenbeeld Zuiderkruis, dat ook op de vlag van Nieuw-Zeeland staat. Volgens de regering van Tokelau symboliseert de Tokelause kano de zoektocht van Tokelau naar de beste bestuursstructuur voor zijn bevolking, terwijl het Zuiderkruis symbool staat voor een navigatiehulpmiddel voor deze reis.
De vlag heeft een hoogte-breedteverhouding van 1:2, net als de Nieuw-Zeelandse nationale vlag.
Op 29 mei 2008 keurde het Parlement van Tokelau - de Fono - een eigen vlag en nationaal embleem voor Tokelau goed. De gouverneur-generaal overhandigde de vlag op 7 september 2009 aan het lokale staatshoofd als de eerste officiële vlag van Tokelau. Op 22 oktober 2009 werd de vlag voor het eerst gehesen voor het parlement van Nieuw-Zeeland.
Voor de officiële vaststelling van de vlag werd de vlag van Nieuw-Zeeland gebruikt als officiële vlag van Tokelau.

## Geschiedenis
In 1989 werd een onofficieel vlagontwerp gepresenteerd. Hij toont een blauw veld met daarop drie gele cirkels die onderbroken worden door een palmboom en drie witte sterren. De sterren staan voor de drie eilanden die de Tokelau-eilanden vormen.
In juni 2007 nam het regionale parlement een besluit over de toekomstige symbolen van Tokelau. Het ontwerp was al vergelijkbaar met de huidige versie. De vier sterren werden echter gerangschikt volgens de geografische locatie van de eilanden, waaronder Swains, dat geografisch en cultureel tot de eilandenketen Tokelau behoort, maar politiek gezien deel uitmaakt van Amerikaans-Samoa. Aangezien het referendum over onafhankelijkheid in 2007 met een krappe meerderheid werd verworpen, werd ook dit ontwerp nooit ingediend.
|  |  |

In mei 2008 keurde de Fono de definitieve versies van de nationale symbolen van Tokelau goed. Het goedgekeurde vlagontwerp is gebaseerd op het voorstel uit 2007, met kleine wijzigingen in de plaatsing van de sterren. Het Zuiderkruis wordt gebruikt in plaats van een afbeelding van de geografische ligging van de eilanden. Op dat moment werd ook een nationaal embleem goedgekeurd.
De vlag werd in februari 2009 goedgekeurd door de Fono en in augustus door koningin Elizabeth II. De gouverneur-generaal presenteerde de nieuwe vlag op 7 september 2009 aan het lokale staatshoofd als de eerste officiële vlag van Tokelau. De officiële invoering van de nieuwe vlag stond gepland voor oktober 2009.